# 1871 Astyanax
1871 Astyanax è un asteroide troiano di Giove del campo troiano. Scoperto nel 1971, presenta un'orbita caratterizzata da un semiasse maggiore pari a 5,2477667 UA e da un'eccentricità di 0,0331755, inclinata di 8,59941° rispetto all'eclittica.
L'asteroide è dedicato ad Astianatte, figlio di Ettore.